# W53SA
W53SA（だぶりゅーごーさんえすえー）は、鳥取三洋電機（現・三洋テクノソリューションズ鳥取）が日本国内向けに開発した、auブランドを展開するKDDIおよび沖縄セルラー電話の携帯電話である。

## 特徴
厚さ20ミリのマトラッセデザインで同日に発表されたW52CAとともに防水対応（IPX5/IPX7）のワンセグ対応機である。EZ・FMと新800MHz帯を除いた機能は大阪の三洋電機製のW52SAと同じ機能である。鳥取三洋電機製としては初めてのワンセグ、EZ FeliCaが搭載されている。また、ソフトウェアは大阪の三洋電機製ベースのものを使用しているため、日本語入力は従来の鳥取三洋電機製のATOK＋APOTではなく、Advanced Wnn αが採用されている。これは大阪の三洋電機製でありながら、鳥取三洋電機製ベースのソフトウェアを使用したA5522SAやA5527SAとは全く逆の形になる。
また、auとしては、初めて防水携帯にステレオスピーカーを搭載している。ステレオスピーカーはメインディスプレイ上部に備えられているため、ワンセグ視聴時にTV音声が聞き取り易くなっている。

## 沿革
- 2007年（平成19年）5月22日 - KDDIおよび三洋電機（大阪）より公式発表。
- 2007年7月12日 - 沖縄エリアで販売開始。
- 2007年7月13日 - 北陸・関西・中国・四国・九州エリアで販売開始。
- 2007年7月14日 - 北海道・東北・関東・中部エリアで販売開始。
- 2007年9月 - 販売終了。
- 2012年（平成24年）7月22日 - L800MHz帯（旧800MHz帯・CDMA Bandclass 3／JTACS）エリアによるサービスの停波。 以降はW52SAとは異なり、2GHz帯（CDMA Bandclass 6）エリアのみのサポートとなる。

## 対応サービス
- au Smart Sports（アプリのダウンロードが必要）
- Hello Messenger
- au LISTEN MOBILE SERVICE（ビデオクリップ対応）
- EZナビウォーク（声de入力・3D対応）
- EZ助手席ナビ
- 安心ナビ
- 災害時ナビ
- 緊急通報位置通知
- EZ FeliCa
- EZチャンネルプラス
- 赤外線通信
- EZケータイアレンジ
- PCサイトビューアー
- EZアプリ(BREW)（オープンアプリプレイヤー対応）
- デコレーションメール
- 絵しゃべりメール
- ラッピングメール
- Touch Message

## 不具合
- 2007年11月21日：以下の3点がソフトウェア更新で修正された。(参考)W53SAのソフトウェアアップデートのお知らせ - ウェイバックマシン（2007年11月23日アーカイブ分）
  - 1.添付ファイル付きのEメール送受信データをmicroSDへ移動やコピーした場合、正常に移動やコピーされない不具合。
  - 2.EZニュースフラッシュの更新時（自動更新や再設定時）に、電源がリセットする不具合。
  - 3.防水性能に関する不具合。海水に浸すなど保証範囲外の使用により、稀にヒンジ部分（折りたたみのつなぎの部分）が発熱する可能性がある。ソフトウェアアップデートを行なうことで、こうした発熱に至る症状が予防できるという。

なお、最新版のソフトウェアには携帯電話の発熱を検知する機能が追加され、異常発熱が発生すると端末の電源がオフになる。再度電源を入れると故障が発生した旨がアナウンスされ、auショップに修理を依頼するよう求められる。

## 注
1. ↑  2012年7月23日より利用不可